# Serge N'Guessan
Serge Yao N'Guessan, né le 31 juillet 1994 à Abidjan, est un footballeur international ivoirien. Évoluant au poste de milieu relayeur.
C'est un footballeur qui a marqué les supporters de l'ASNL.

## Biographie

### En club à l'AS Nancy Lorraine
Il rejoint Nancy en juillet 2016. Laissé de côté dans un premier temps, il occupera souvent, par la suite, une place de titulaire dans le onze de Didier Tholot, où ses performances seront remarquées ainsi que sa frappe de balle.
Durant son passage au club, il a connu 6 entraîneurs différents. N'ayant jamais réussi à s'imposer réellement au sein de l'AS Nancy-Lorraine en 4 saisons, il est laissé libre par le club à la fin de son contrat le 1er juillet 2021.

### En équipe nationale
Il reçoit sa première sélection en équipe nationale le 18 octobre 2015, contre le Ghana (défaite 2-1). Il inscrit son premier but le 30 janvier 2016, contre le Cameroun, lors des quarts de finale du championnat d'Afrique 2016 (victoire 0-3).

## Palmarès

### En sélection nationale
Avec l'équipe de Côte d'Ivoire
- Troisième place du Championnat d'Afrique des nations en 2016

### Distinctions personnelles
- Élu meilleur joueur du championnat de Côte d'Ivoire en juillet[2] et décembre 2015[3]
- Auteur du plus beau but du Championnat d'Afrique des nations 2016[4]

## Statistiques

### En club
Le tableau ci-dessous récapitule les statistiques de Serge N'Guessan lors de sa carrière en club :
| Saison                | Club                  | Championnat           | Championnat | Championnat | Coupe nationale | Coupe nationale | Coupe de la Ligue | Coupe de la Ligue | Côte d'Ivoire | Côte d'Ivoire | Total | Total |
| Saison                | Club                  | Division              | M.          | B.          | M.              | B.              | M.                | B.                | M.            | B.            | M.    | B.    |
| 2015-2016             | AFAD Djékanou         | Ligue 1               | -           | -           | -               | -               | -                 | -                 | 11            | 1             | 11    | 1     |
| 2016-2017             | AS Nancy-Lorraine     | Ligue 1               | 9           | 0           | 1               | 0               | 2                 | 0                 | 3             | 1             | 15    | 1     |
| 2017-2018             | AS Nancy-Lorraine     | Ligue 2               | 3           | 0           | -               | -               | 2                 | 1                 | -             | -             | 5     | 1     |
| Total sur la carrière | Total sur la carrière | Total sur la carrière | 12          | 0           | 1               | 0               | 4                 | 1                 | 14            | 2             | 31    | 3     |

### But en sélection nationale
| No | Date            | Stade, ville, pays                                 | Adversaire | Résultat | Compétition                            |
| -- | --------------- | -------------------------------------------------- | ---------- | -------- | -------------------------------------- |
| 1  | 30 janvier 2016 | Stade Huye, Butare, Rwanda                         | Cameroun   | V 3-0    | Championnat d'Afrique des nations 2016 |
| 2  | 8 janvier 2017  | Stade Sheikh Zayed, Abou Dabi, Émirats arabes unis | Suède      | V 2-1    | Match amical                           |